# 바리오 델 필라르역
바리오 델 필라르 역(스페인어: Barrio del Pilar)은 마드리드 지하철 9호선의 역이다. 마드리드 푸엥카랄엘파르도 구 바리오델필라르 지역에서 긴소 데 리미아 거리와 멜초르 페르난데스 알마그로 거리가 만나는 교차로에 위치해 있다. 요금구역 상으로는 A구역에 속한다.
역 근처에는 라 바과다 쇼핑센터가 자리잡고 있다.

## 역사
1983년 6월 3일 9호선의 첫 북쪽 구간 개통과 함께 문을 열었다. 지선 구간에 속했기 때문에 '9b호선'이라 불렸지만 1986년 2월 24일부터 9호선 본선에 속하게 되었다.

## 환승 정보
역 주변에 버스 정류장이 일곱 곳 있다.
버스
- 시내버스
  - 49, 83, 128, 132, 134, 137, 147번 노선 (주간)
  - N22, N23번 노선 (야간)
- 시외버스
  - 602번 노선 (주간)

지하철
| 마드리드 지하철              | 마드리드 지하철       | 마드리드 지하철         |
| ---------------------------- | --------------------- | ----------------------- |
| 에레라 오리아 파코 데 루시아 | 마드리드 지하철 9호선 | 벤티야 아르간다 델 레이 |